# Trestní odpovědnost
Trestní odpovědnost je odpovědnost jedince za spáchání trestného činu. V Česku se zakládá na spáchání skutku se znaky odpovídajícími skutkové podstatě nějakého trestného činu, ať už úmyslného nebo z nedbalosti, a to příčetnou osobou starší 15 let.
U osob mladistvých, tedy ve věku 15 až 18 let, musí dle zákona o soudnictví ve věcech mládeže navíc dojít k naplnění podmínky dostatečné rozumové a mravní vyspělosti. Dojde-li pak v trestním řízení k uznání viny, může být pachateli uložen trest (podle § 31 zákona o soudnictví ve věcech mládeže se trestní sazby odnětí svobody stanovené v trestním zákoníku u mladistvých snižují na polovinu, přičemž horní hranice trestní sazby nesmí převyšovat pět let a dolní hranice jeden rok; v případě, že mladistvý spáchal provinění, za které trestní zákoník dovoluje uložení výjimečného trestu, může soud uložit mladistvému odnětí svobody na pět až deset let).
Existuje několik podmínek, jež způsobují zánik trestnosti: upuštění od přípravy nebo pokusu trestného činu a účinná lítost.

Mapa států světa podle věku trestní odpovědnosti
0 let
6–9 let
10–11 let
12–13 let
14–15 let
16–18 let